# Бодоваљци
Бодоваљци су насељено место у саставу општине Врбје у Бродско-посавској жупанији, Република Хрватска.

## Историја
До територијалне реорганизације у Хрватској налазили су се у саставу старе општине Нова Градишка.

## Становништво
На попису становништва 2011. године, Бодоваљци су имали 552 становника.

## Попис1991.
На попису становништва 1991. године, насељено место Бодоваљци је имало 708 становника, следећег националног састава:
| Попис 1991.‍  | Попис 1991.‍  | Попис 1991.‍ | Попис 1991.‍ | Попис 1991.‍ |
| ------------ | ------------ | ----------- | ----------- | ----------- |
|              |              |             |             |             |
| Хрвати       | Хрвати       |             | 663         | 93,64%      |
| Срби         | Срби         |             | 12          | 1,69%       |
| Југословени  | Југословени  |             | 3           | 0,42%       |
| Муслимани    | Муслимани    |             | 1           | 0,14%       |
| неопредељени | неопредељени |             | 1           | 0,14%       |
| непознато    | непознато    |             | 28          | 3,95%       |
| укупно: 708  |              |             |             |             |